# Saint-Gorgon (Morbihan)
Saint-Gorgon (bret. Sant-Kogo) – miejscowość i gmina we Francji, w regionie Bretania, w departamencie Morbihan.
Według danych na rok 1990 gminę zamieszkiwało 377 osób, a gęstość zaludnienia wynosiła 66 osób/km² (wśród 1269 gmin Bretanii Saint-Gorgon plasuje się na 902. miejscu pod względem liczby ludności, natomiast pod względem powierzchni na miejscu 1000.).